# Konopnica (gmina w województwie łódzkim)
Konopnica – gmina wiejska w województwie łódzkim, w powiecie wieluńskim. W latach 1975–1998 gmina położona była w województwie sieradzkim.
Siedziba gminy to Konopnica.
Według danych z 30 czerwca 2004 gminę zamieszkiwało 3957 osób.

## Struktura powierzchni
Według danych z roku 2002 gmina Konopnica ma obszar 83,06 km², w tym:
- użytki rolne: 66%
- użytki leśne: 25%

Gmina stanowi 8,95% powierzchni powiatu.

## Rezerwaty przyrody
Na terenie gminy znajduje się rezerwat przyrody Hołda chroniący kompleks ekosystemów leśnych: grądowych, łęgowych, olsowych oraz borowych (boru świeżego i mieszanego).

## Demografia

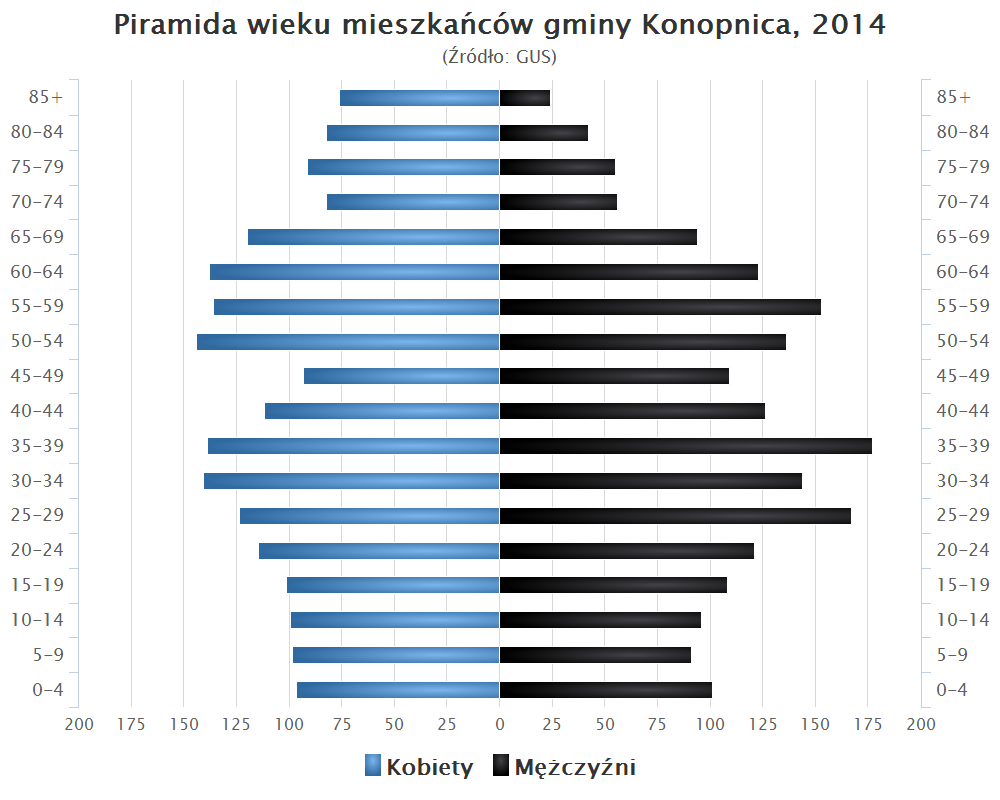
Piramida wieku mieszkańców gminy Konopnica w 2014 roku

Dane z 30 czerwca 2004:
| Opis                              | Ogółem | Ogółem | Kobiety | Kobiety | Mężczyźni | Mężczyźni |
| --------------------------------- | ------ | ------ | ------- | ------- | --------- | --------- |
| Jednostka                         | osób   | %      | osób    | %       | osób      | %         |
| Populacja                         | 3957   | 100    | 1998    | 50,5    | 1959      | 49,5      |
| Gęstość zaludnienia [mieszk./km²] | 47,6   | 47,6   | 24,1    | 24,1    | 23,6      | 23,6      |

## Sołectwa
Anielin, Bębnów, Głuchów, Kamyk, Konopnica, Mała Wieś, Piaski, Rychłocice, Sabinów, Strobin, Szynkielów, Wrońsko.

## Sąsiednie gminy
Burzenin, Osjaków, Ostrówek, Rusiec, Widawa, Złoczew